# Johann Pacher
Johann Pacher (* um 1699; † 14. März 1773) war ein österreichischer Holzbildhauer des Barocks.

## Leben
Johann Pacher wurde vermutlich 1699 geboren. 1729 wird er anlässlich seiner Vermählung mit der Sankt Veiter Bürgerstochter Maria Anastasia Ruckensattel erstmals urkundlich genannt. Er starb am 14. März 1773 im Alter von 74 Jahren. Nach dem Tod Pachers übernahm Johann Georg Hittinger die Werkstatt.

## Werk

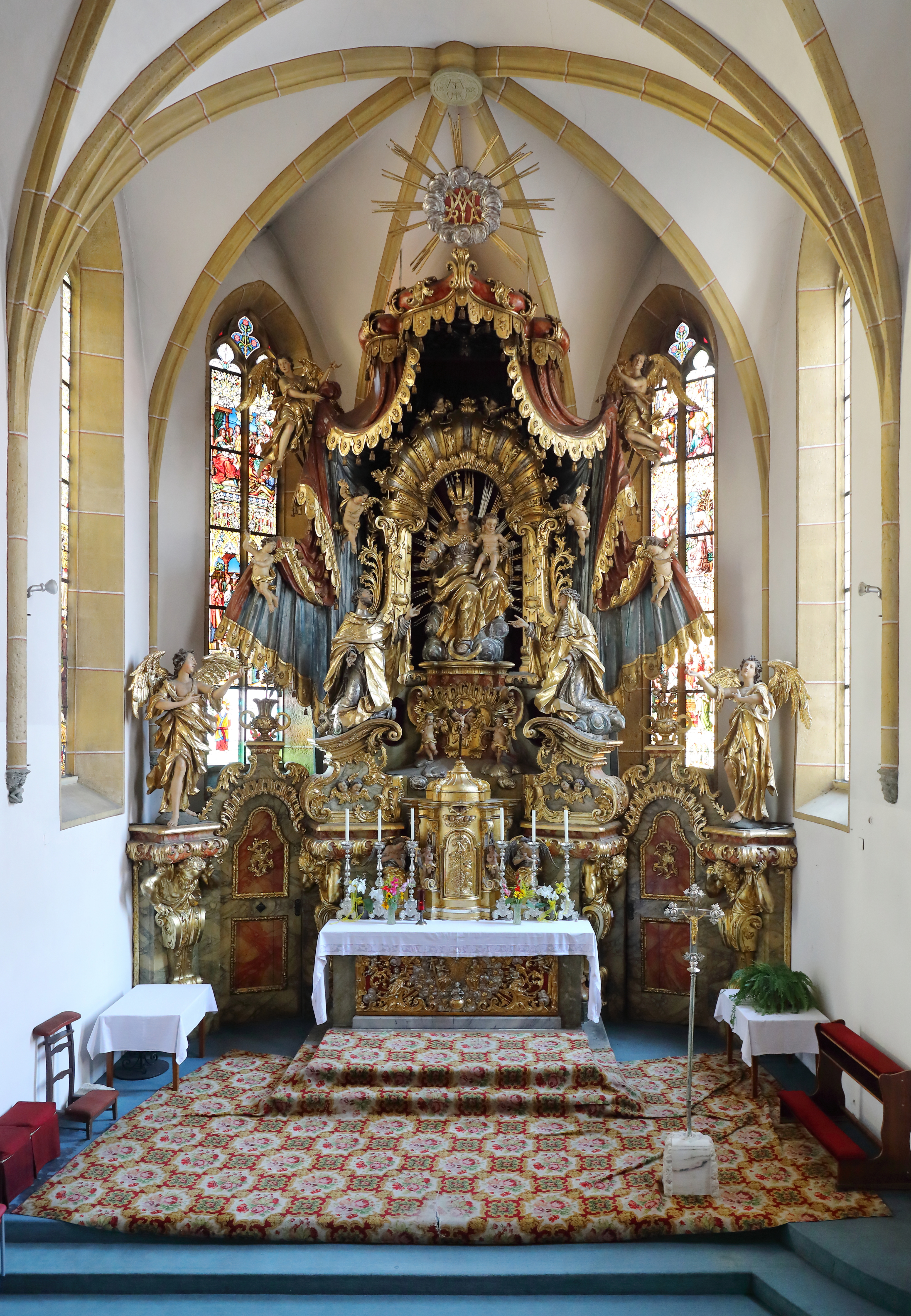
Hochaltar der Pfarrkirche St. Veit an der Glan (1752)

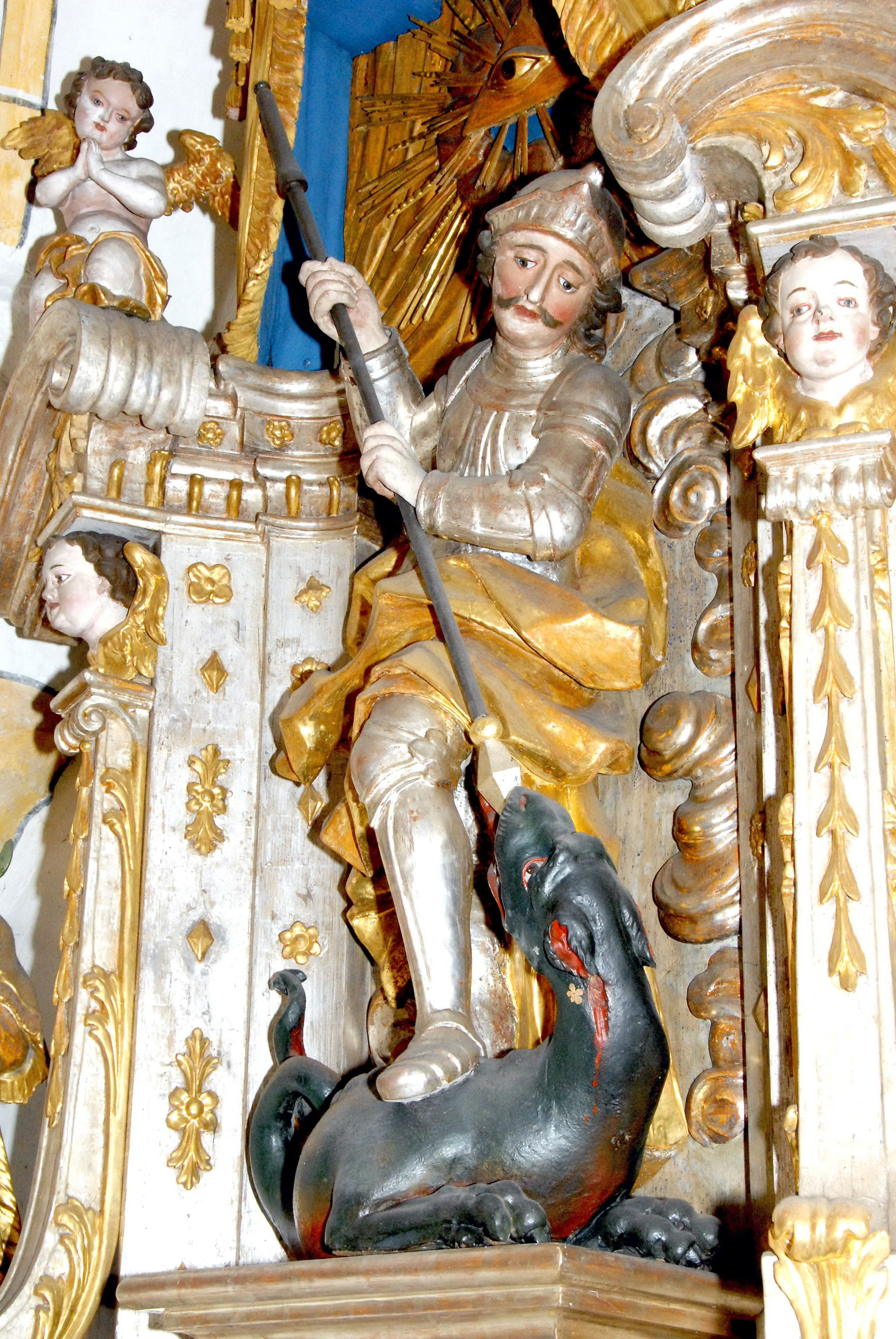
Hl. Georg in der Pfarrkirche Sörg

Johann Pacher war in der Umgebung von Sankt Veit, in Oberkärnten und im Lavanttal an der Ausführung zahlreichen Kirchenausstattungen beteiligt. Die erste urkundlich nachweisbare Arbeit war der Hochaltar für die 14-Nothelferkirche in Sankt Veit, die heute nicht mehr existiert.
Außerdem zählen zu seinen Arbeiten:
- Hochaltar in der Pfarrkirche Brückl (1758)
- Hochaltar in der Filialkirche Buchholz (1768)
- Kanzel, Tabernakel und Seitenaltar in der Filialkirche am Christophsberg (1771)
- Hochaltar, zwei Seitenaltäre und Kanzel In der Wallfahrtskirche Maria Hilf ob Guttaring (1744/45)
- Kanzel und Nepomukglorie in der Wallfahrtskirche Maria Saal
- Armeseelenaltar in der Pfarrkirche Metnitz (um 1755)
- Hochaltar in der Oswaldikirche in Nußberg (1740)
- Hochaltar in der Pfarrkirche Obermühlbach (1769)
- Kreuzaltar in der Pfarrkirche Pulst (1731/32)
- Hochaltar in der Pfarrkirche St. Donat (1749)
- Hochaltar in der Wallfahrtskirche St. Kosmas
- Nepomukaltar in der Pfarrkirche St. Martin am Krappfeld (um 1750/60)
- Gesamtausstattung der Pfarrkirche St. Salvator bei Friesach
- Kreuzaltar (1745), Florianialtar (1747), Hochaltar (1752) und Kanzel (1734) in der Pfarrkirche Sankt Veit an der Glan
- Hochaltar in der Klosterkirche St. Veit (1734)
- Statuen in der Kalvarienbergkirche St. Veit
- Seitenaltäre in der Pfarrkirche Sörg (um 1750)
- Kanzel der Filialkirche St. Leonhard im Bade (zugeschrieben)